# Luigi Fossati

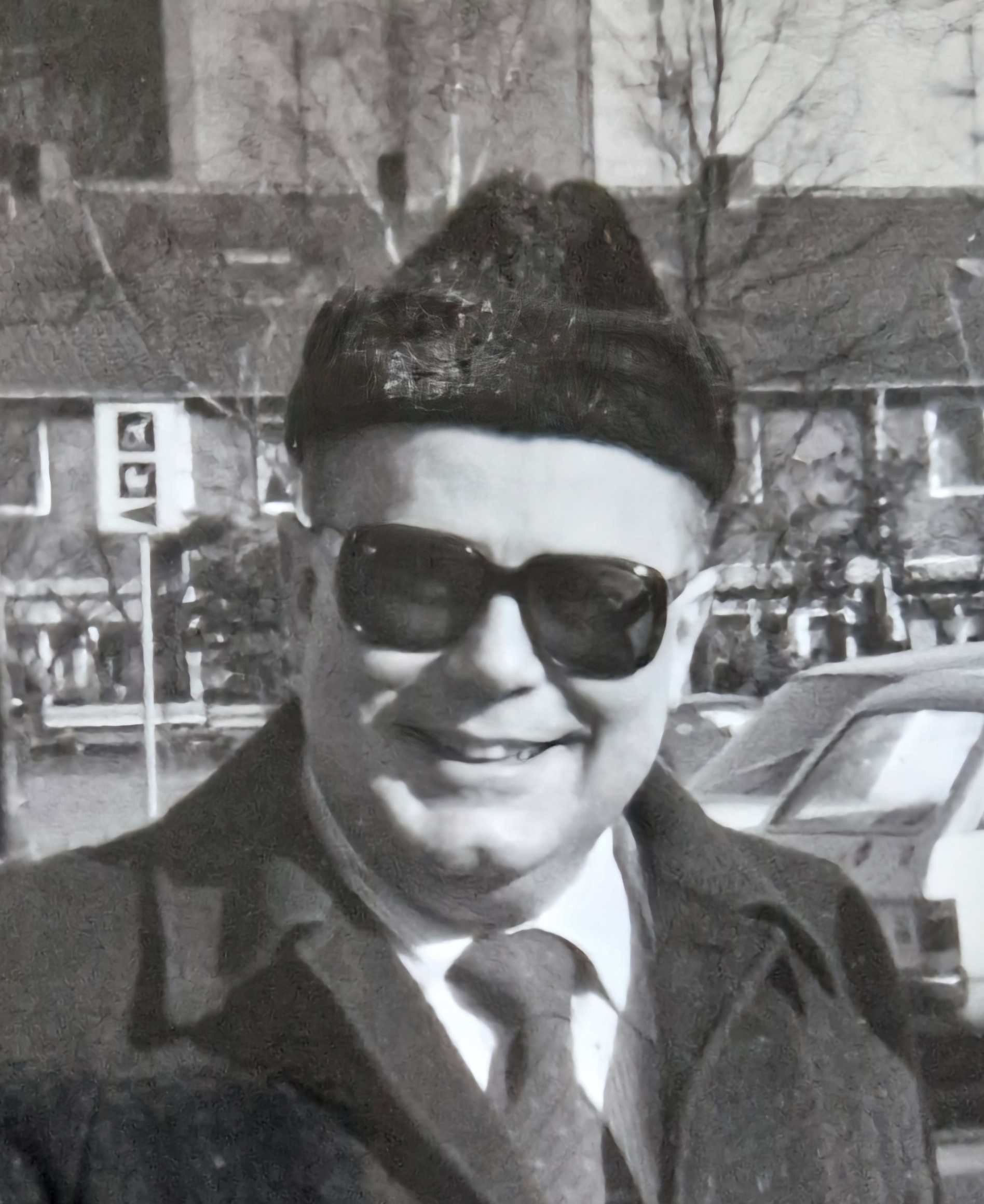
Luigi Fossati

Luigi Fossati (Milano, 16 agosto 1927 – Milano, 5 settembre 1990) è stato un giornalista italiano, direttore del quotidiano romano Il Messaggero e presidente della provincia di Milano dal 1945 al 1946.

## Biografia
Nato a Milano il 16 agosto del 1927, iniziò la carriera giornalistica sull'Avanti!, quotidiano del partito socialista.
Passato al Giorno, Fossati fu corrispondente dall'estero ( Berlino, Amburgo, Varsavia, Mosca, Londra).
Trasferitosi al Messaggero come vicedirettore ne divenne direttore nel giugno 1975, sostituendo Italo Pietra. Nel gennaio 1980 gli successe Vittorio Emiliani. Dal 1987 diresse l'Istituto milanese "Carlo De Martino" per la formazione al giornalismo.
Morì nella città natale, a sessantatré anni, il 5 settembre del 1990.

## Loscoopsulla rivoluzione ungherese del 1956
Qui Budapest, come fu intitolato il reportage di Fossati, inaugurò con successo la collana dei Libri bianchi, salutato dalla stampa come «il primo libro sull’insurrezione magiara», «una delle testimonianze più esaurienti e obiettive che si possano avere in Italia sulle drammatiche giornate di ottobre e novembre in Ungheria», «una raccolta di corrispondenze di grande interesse e importanza non solo per il quadro obiettivo dei tragici avvenimenti che da esse risulta, ma soprattutto per cogliere, in queste osservazioni secche e apparentemente spassionate, il travaglio ideologico del socialismo italiano a contatto con fatti di valore traumatico».
A Qui Budapest seguì, come secondo volume della collana, lo scritto di Antonio Giolitti Riforme e rivoluzione, uscito nei primi mesi del 1957, destinato ad avere un’ampia eco nel dibattito politico suscitato nella sinistra italiana dai fatti di Ungheria.
Fossati, all'epoca inviato dell'Avanti! a Budapest, fu il primo giornalista occidentale a documentare la rivolta popolare ungherese dell'ottobre 1956 contro il regime di Rákosi fino all'arrivo, il 4 novembre, delle truppe meccanizzate sovietiche inviate dal Cremlino.
Scrisse quindi una serie di articoli basati su quanto da lui osservato e su quanto riferitogli direttamente dai partecipanti alla sollevazione popolare, che riuscì a far recapitare al suo giornale per tramite di un connazionale in partenza per l'Italia.
L'Avanti! pubblicò gli articoli senza alcuna censura, nonostante che essi contenessero l'implicita accusa all'URSS di aver invaso militarmente l'Ungheria al solo scopo di instaurare al potere dei dirigenti fedeli all'ortodossia sovietica e per stroncare il tentativo di rinnovamento del regime comunista richiesto dalla maggioranza della popolazione ungherese.
Va ricordato che, all'epoca, il Partito Socialista Italiano era ancora molto legato al PCI ed al mito dell'Unione Sovietica come patria del socialismo reale.
Il reportage di Fossati venne ripreso da quasi tutti i giornali italiani ed anche da molti quotidiani e periodici esteri. Il 20 novembre 1956, a due settimane dall’invasione sovietica in Ungheria, l'editore torinese Giulio Einaudi scrisse al segretario del PSI Pietro Nenni per richiedergli l’autorizzazione a pubblicare il reportage di Fossati da Budapest: "Da parte mia vorrei soltanto dire che la pubblicazione di una Casa non di partito darebbe alla tua prefazione e al resoconto dei fatti d’Ungheria un significato politico, una "presa", nel Paese, su un’opinione pubblica intontita e disorientata, di cui tu sei meglio di me in grado di valutare l’importanza in questo momento.".
Nenni, comprendendo che l'iniziativa di Einaudi avrebbe allargato la discussione sui “fatti d'Ungheria” a tutta la sinistra, facendo conoscere la posizione socialista di difesa dell'autonomia del popolo ungherese dall'intervento militare sovietico, acconsentì alla pubblicazione e fece avere ad Einaudi una prefazione che introdusse il testo di Fossati: «Le corrispondenze di Luigi Fossati all'Avanti! sugli avvenimenti di Budapest sono qualcosa di più di un reportage; sono la testimonianza di un socialista». Parole politicamente nette che vennero riprodotte in nero sull’austera copertina bianca che, studiata dall'artista e grafico Bruno Munari, diventò la veste ufficiale della nuova collana di libri d'attualità edita dalla Einaudi, che da essa prese il nome: “I libri bianchi”.
Il libro di Fossati fu un successo editoriale per la tempestività della pubblicazione (gennaio 1957), ma anche per la raffinatezza dell’analisi proposta. Le doti di scrittura di Fossati si accompagnavano alla sottigliezza e alla profondità analitica che l’autore dimostrava nell’elaborazione di considerazioni politiche su eventi ancora in corso. Per Fossati la scrittura diventava il mezzo attraverso cui operare una scelta di campo, in senso politico-ideologico ma, prima ancora, in senso morale:
"Mentre vi trasmetto le ultime note stese durante la battaglia della capitale ungherese, desidero fare una sola precisazione: in questi venti giorni pieni di orrori e violenze, ho parlato con molti operai, con studenti di Budapest. Non ho confuso i loro volti con quelli dei provocatori di marca fascista. Questi lavoratori, questi studenti, mi hanno raccomandato di raccontare esattamente i fatti di cui ero stato testimone diretto. Ho cercato di mantenermi fedele all’impegno, nel limite delle mie forze: l’ho ritenuto, in un momento tanto doloroso, un obbligo morale".